# کاسه‌ای‌سانان
کاسه‌ای‌سانان (انگلیسی: Tryblidiida) نام راسته‌ای از نرم‌تنان تک‌لاکه‌ای (پلاکوفوران) است. ۳۷ گونه از این آرابه هنوز زنده هستند و در اعماق بین ۱۷۵ و ۶٬۴۰۰ متر (۵۷۴ و ۲۰٬۹۹۷ فوت) زندگی می‌کنند.

نام علمی این راسته از واژه یونانی 
 (Tryblidium) گرفته شده است که به معنی کاسه زانو است.

## کالبدشناسی

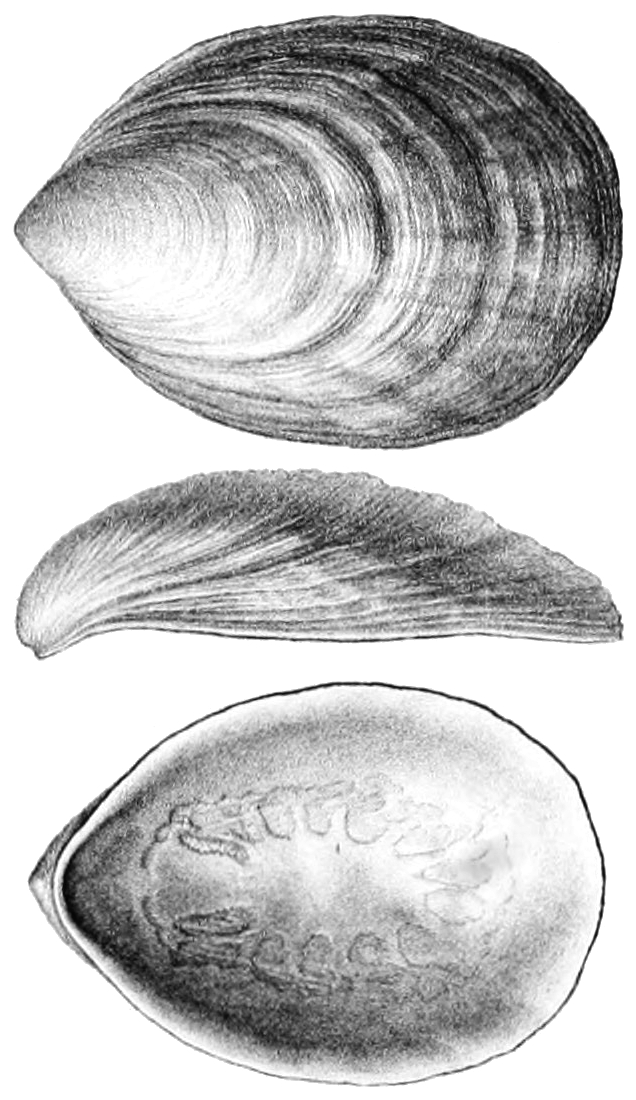
طراحی پوسته Pilina unguis. ناحیه سر در سمت چپ است.

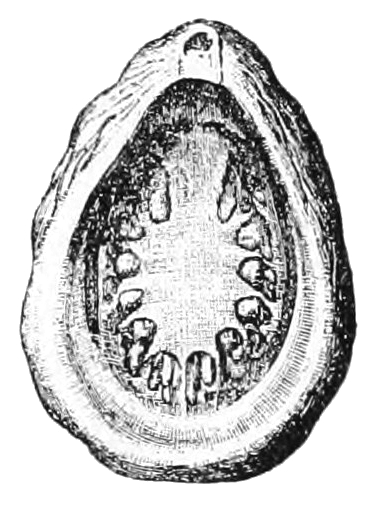
نمای شکمی از پوسته (فسیلی) Tryblidium reticulatum Lindström، ۱۸۸۰. شیارهای چسبندگی عضلانی قابل مشاهده است. ناحیه سر در قسمت بالایی نقاشی قرار دارد. طول پوسته تا ۴۳ میلی‌متر است.

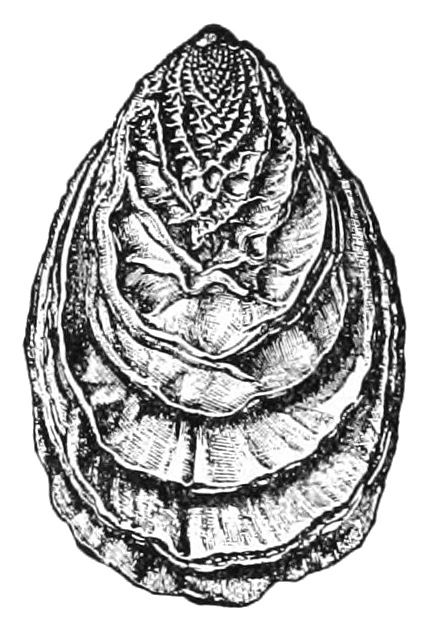
نمای پشتی پوسته Tryblidium reticulatum.

اطلاعات کمی در مورد تک‌لاکه‌ای‌ها (مونوپلاکوفوران‌ها) وجود دارد. آنها یک پوسته دو طرفه منفرد، صاف و گرد دارند که اغلب نازک و شکننده است. اندازه آن از ۳ تا ۳۰ میلی‌متر (در گونه‌های اخیر) متغیر است. راس پوسته در انتهای قدامی است. پوسته‌های فسیلی مجموعه‌ای از شیارهای چسبندگی عضلانی را در سمت داخلی نشان می‌دهند که نشان‌دهنده بندبندشدگی است. در واقع، با مطالعه تک‌لاکه‌ای‌های زنده، می‌توان مشاهده کرد که بخش‌های بدن آن‌ها تکرار متوالی کلیه‌ها، آبشش‌ها و ساختار تولیدمثلی هستند. ئیشتر این به عنوان یک تقسیم‌بندی واقعی تعبیر می‌شد که یک "حلقه گمشده " بین نرم‌تنان و حلزون‌ها را پیشنهاد می‌کرد. مطالعات جدیدتر نشان داده‌است که تکرار این اندام‌ها ثانویه است.
تک‌لاکه‌ای‌ها روی پایی گرد حرکت می‌کنند. سر کوچک شده آنها فاقد چشم یا شاخک است.
حفره گوشته یک شیار نعل اسبی شکل می‌دهد که در اطراف پای عضلانی به شکلی مشابه گهواره دریایی می‌چرخد و شامل پنج یا شش آبشش در دو طرف است. دهان در قسمت زیرین بین انتهای شیار باز می‌شود، در حالی که مقعد به عقب‌ترین قسمت باز می‌شود. مانند کیتون‌ها، تک‌لاکه‌ای‌ها دارای یک اندام زیرشاخه‌ای حسی و همچنین یک سوهانک (رادولای) زبر هستند. چینی از بافت مژک دار دهان را از جلو و کناره‌ها احاطه کرده‌است، در حالی که چین کوچکتری که تعدادی شاخک دارد درست پشت آن قرار دارد. معده حاوی یک قلم است که از یک دیورتیکول یا «کیسه سبک» بیرون می‌زند.
دهان دارای لبه‌ای به شکل رقم هفت (۷) در جلو و شاخک‌هایی در پشت آن است که در گونه‌های مختلف شکل‌ها و چیدمان‌های گوناگونی دارد.
قلب به دو نیمه مساوی تقسیم می‌شود که هر کدام دارای گوش، بطن و آئورت خاص خود هستند. آئورت چپ و راست اندکی پس از خروج از قلب به هم می‌پیوندند و خون را به دستگاه گردش باز می‌رسانند. شش جفت اندام دفعی گرده‌چه (نفریدیال) وجود دارد که به داخل حفره گوشته تخلیه می‌شود.
دستگاه عصبی دارای عقده‌های کوچکی در اطراف مری است که از آن دو جفت طناب عصبی اصلی در بدن می‌گذرد. یک جفت تأمین‌کننده پا و دیگری اندام‌های احشایی است. مانند گهواره‌های دریایی، این طناب‌های عصبی اصلی توسط یک رشته اعصاب جانبی به هم متصل می‌شوند و به دستگاه عصبی ظاهری شبیه به یک نردبان می‌دهند.
دو جفت غده جنسی وجود دارد که گامت‌ها را از طریق یکی از جفت گُرده‌چه در آب آزاد می‌کنند. جنس‌ها جدا هستند و لقاح خارجی است.
تک‌لاکه‌ای‌ها در میان جانداران کف‌زی جغرافیایی گسترده‌ای بزرگی را تشکیل می‌دهند. بیشتر آنها در آب‌های عمیق ۱۸۰۰–۶۵۰۰ متر دیده شده‌اند، اگرچه چندین گونه از آن‌ها در آب‌های کم‌عمق تا ۲۰۰ متر هم یافت می‌شود.
فرض بر این است که آنها بر روی موجودات میکروسکوپی در گل و لای یا ریزه‌های زیرین چرا می‌کنند.

## طبقه‌بندی گونه‌های موجود
Tryblidiida
- خانواده Laevipilinidae
  - جنس Laevipilina JH McLean، ۱۹۷۹
    - Laevipilina قطب جنوب Warén & Hain، ۱۹۹۲
    - Laevipilina cachuchensis Urgorri, García-Alvarez & Luque، 2005[۴]
    - Laevipilina hyalina JH McLean، ۱۹۷۹
    - Laevipilina rolani Warén & Bouchet، ۱۹۹۰
    - Laevipilina Theresae Schrödl، ۲۰۰۶
- خانواده Micropilinidae
  - جنس Micropilina Warén، ۱۹۸۹
    - Micropilina arntzi Warén & Hain، ۱۹۹۲
    - Micropilina minuta Warén، ۱۹۸۹
    - میکروپیلینا راکیورا مارشال، ۱۹۹۸
    - Micropilina reingi Marshall، ۲۰۰۶
    - Micropilina Tangaroa Marshall، ۱۹۹۲
    - Micropilina wareni Marshall، ۲۰۰۶
- خانواده Monoplacophoridae
  - جنس Monoplacophorus Moskalev, Starobogatov & Filatova، ۱۹۸۳
    - Monoplacophorus zenkevitchi Moskalev, Starobogatov & Filatova، ۱۹۸۳
- خانواده Neopilinidae
  - جنس Adenopilina Starobogatov & Moskalev، ۱۹۸۷
    - Adenopilina adenensis (تبل، ۱۹۶۷)

  - جنس Neopilina H. Lemche، ۱۹۵۷
    - Neopilina Bruuni Menzies، 1968
    - Neopilina galatheae Lemche، 1957
    - Neopilina rebainsi Moskalev, Starobogatov & Filatova، 1983
    - Neopilina starobogatovi Ivanov & Moskalev، 2007

  - جنس Rokopella Starobogatov & Moskalev، ۱۹۸۷
    - Rokopella brummeri Goud & Gittenberger، ۱۹۹۳
    - Rokopella capulus Marshall، ۲۰۰۶
    - Rokopella euglypta (Dautzenberg & Fischer، ۱۸۹۷)
    - روکوپلا گوی (وارن، ۱۹۸۸)
    - Rokopella oligotropha (Rokop، ۱۹۷۲)
    - Rokopella segonzaci Warén & Bouchet، ۲۰۰۱

  - جنس Veleropilina Starobogatov & Moskalev، ۱۹۸۷
    - Veleropilina brummeri (Goud & Gittenberger، 1993)
    - Veleropilina capulus (BA Marshall، 2006)
    - Veleropilina euglypta (Dautzenberg & H. Fischer، 1897)
    - Veleropilina goi (وارن، 1988)
    - Veleropilina oligotropha (Rokop، 1972)
    - Veleropilina reticulata (Seguenza، 1876)
    - Veleropilina Segonzaci (وارن و بوشه، 2001)
    - Veleropilina seisuimaruae Kano, S. Kimura, T. Kimura & Warén، 2012
    - Veleropilina veleronis (Menzies & Layton، 1963)
    - Veleropilina zografi (Dautzenberg & H. Fischer، 1896)

  - جنس وما (کلارک و منزیز، ۱۹۵۹)
    - Vema bacescui (منزیس، 1968)
    - وما اوینگی (کلارک و منزیس، 1959)
    - Vema levinae Warén ، 1996
    - Vema occidua BA Marshall، 2006